# Jean Marie Le Bris

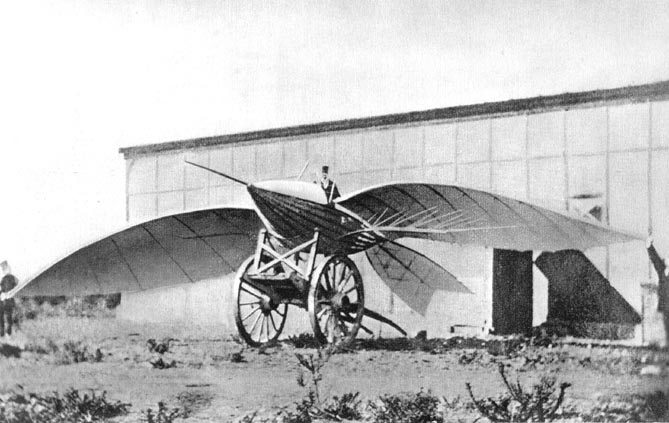
Jean Marie Le Bris

Jean Marie Le Bris, född 1808, död 1872, var en fransk sjökapten och flygplanskonstruktör.
Le Bris konstruerade ett albatrossliknande flygplan där flygkroppen byggdes av trä. På kroppen var vingarna fastsatta med gångjärn. Med hjälp av linor över bryttrissor kunde vingarna röras uppåt och neråt för att skapa lyftkraft. Enligt Le Bris egen utsago flög maskinen när den med hjälp av en häst skulle bogseras till startplatsen. Flygplanet var placerat på en lastvagn med Le Bris i förarplatsen. När hästen plötsligt satte av i sken lättade flygplanet. Eftersom kusken var intrasslad i ett rep från flygplanet tvingades Le Bris landa på vagnen igen.